# Джейн Ейр (фільм, 1910)
Джейн Ейр — американська німа коротка класична драма 1910 року, створена компанією Thanhouser Film Corporation .  Узятий з роману Шарлотти Бронте 1847 року Джейн Ейр , фільм віддзеркалює події та сюжет оригінальної книги. Письменник сценарію невідомий, але Ллойд Лонерган, мабуть, пристосував цю роботу. Режисер фільму часто і помилково стверджує, що він Теодор Марстон, але Баррі О'Ніл або Ллойд Б. Карлтон є можливими кандидатами. Акція фільму була зарахована, акт рідкісний і незвичайний в епоху.
Це була перша американська, перша англійська мова і друга або третя всесвітня адаптація фільмів, принаймні 27 фільмів- та телевізійних версій  –  роману.  Таке повторне поширення зробило сестрам Бронте два основних твори всюдисущими. 
6 травня 1910 року було випущено фільм з єдиним кінокадром, довжиною близько 1000 футів. Пізніше Едвін Танхаузер вважав, що це був успіх компанії. Популярність виробництва призвела до випуску додаткових копій, тому компанія Thanhouser мала більше замовлень, ніж можна було заповнити. Критичний прийом до фільму в цілому був позитивним, але з деякими незначними критиками. Фільм вважається втраченим .

## Ділянка
Ця скорочена і раціоналізована версія Джейн Ейр слідує за загальними темами оригінального роману. Ущільнені події були підсумовані, а офіційний синопсис був опублікований у The Moving Picture World. У ній йдеться: "Джейн Ейр залишається сиротою і без грошей у віці 14 років. Її приймає її дядько, який має достатньо коштів для неї, а також любить її. Родичі її дядька, однак, вважають її усиновлення вторгненням, роблять все, що в їх силах, щоб перешкодити їй стати членом родини. Але її дядько наполягає на тому, щоб вона залишилася, і протягом свого життя вона здобуває певний ступінь доброти та уваги. На жаль, дядько Рід вмирає і залишає Джейн без єдиного друга у світі. Її відправляють в притулок для сиріт своєю ж бездушною тіткою. Через п'ять років вона залишає притулок, щоб [прийняти] позицію гувернантки до маленької племінниці лорда Рочестера. Дитина — дочка померлого брата Рочестера. Її мати стала божевільною і живе в будинку лорда Рочестера під його захистом. "
"Джейн займається економка лорда Рочестера під час його відсутності з дому, і її перша зустріч з роботодавцем є одночасно цікавою і романтичною. Вона сидить біля краю дороги, читаючи, коли лорд Рочестер під'їжджає до свого батьківського дому. Видовище його величезної собаки, що виходить на неї раптово, так вражає Джейн, що вона стрибає на ноги, змушуючи коня лорда Рочестера, щоб соромитися і кинути свого вершника. Він травмує щиколотку, і йому потрібна допомога «маленької відьми», як він її називає, хто є причиною його нещасного випадку. Одного вечора маніяк втікає від своєї медсестри й підпалює кімнату, в якій заснув лорд Рочестер. Він врятується від жахливої смерті Джейн. Коли чергова тітка і двоюрідні сестри Джейн називають лорда Рочестера, вони вчасно знайдуться з його нареченою, яка є не хто іншим, як зневажена Джейн Ейр ".

## У ролях
- Марі Елейн, як молода Джейн Ейр[11]
- Глорія Галоп як Георгінія Рід[11]
- Френк Х. Крейн, як лорд Рочестер[11]
- Амелія Барлеон як пані Рочестер[11]
- Чарльз Комптон як Джон Рід[11]
- Мартін Фауст як дядько Рід[11]
- Ірма Тейлор[11]
- Альфонс Етьє[11]
- Вільям Гарвуд[11]

## Виробництво
Сценарій для фільму був адаптований з роману Шарлотти Бронте 1847 року Джейн Ейр. Робота Бронте була побудована за зразком її власного життя. Книга вважалася класичною протягом багатьох десятиліть до адаптації Танхаузера. Фільм-адаптація не була першою, найдавнішою відомою адаптацією — італійським мовчанням 1909 року. Письменник сценарію невідомий, але, можливо, це був Ллойд Лонерган. Lonergan був досвідченим журналістом, який ще працював у The New York Evening World , написавши сценарії для творів Thanhouser. Він був найважливішим сценаристом для Thanhouser, в середньому 200 сценаріїв у рік з 1910 по 1915 рік.
Були значні дебати з приводу ідентичності режисера фільму. Найчастіше спрямований кредит надається Теодору Марстону . Очевидною причиною цієї помилки є американський фільм-індекс 1908—1915 . Історик фільму В. Девід Боуэрс консультувався з одним зі співавторів книги Гуннар Лундквіст і підтвердив, що заслуга Марстона була помилковою. Теодор Марстон працював з Pathé, Kinemacolor , Vitagraph та іншими компаніями, але немає жодного запису про роботу Марстона з Thanhouser. Ця помилка зберігається в наступному десятилітті в кількох публікаціях. Крім того, я відвідав кінотеатр: guida per argomenti al primo secolo di film також кредитує Марстона. Серед найбільш видатних цитат ролі Марстона в Thanhouser є в американському мовчазному жаху, науковій фантастиці та фентезі-функціональних фільмах, 1913—1929 Джон Т. Сойстер. Хоча режисер фільму не відомий, можливі два режисери Thanhouser. Баррі О'Ніл був сценічним іменем Томаса Дж. Маккарті, який би направляв багато важливих фотографій Тханхаузера, включаючи перші два ролики, Ромео і Джульєтту . Ллойд Б. Карлтон був сценічним ім'ям режисера Карлтона Б. Літла, який протягом короткого часу залишався в компанії «Танхаузер», а до літа 1910 року переїжджав до компанії «Біограф» . Bowers не приписує ні як директор для цього конкретного виробництва, ні Bowers кредит оператора. Блер Сміт був першим оператором компанії Thanhouser, але незабаром до нього приєднався Карл Луї Грегорі, який мав багаторічний досвід роботи як фотограф-кінофільм. Роль оператора була відпущена в 1910 році.
У ролях молодої Джейн Ейр виступала Марі Елін, яка незабаром була відома і відома як «Танхоузер Кід». Майже нічого не відомо про роль або роботу Глорії Галоп у творах Тханхаузера, але їй приписують незначну тему наповнювача: «Сигари, його дружину» і цей фільм. Френк Х. Крейн був першим провідним керівником компанії Thanhouser і вже був зарахований до чотирьох попередніх фільмів компанії. Амелія Барлеон була незначною актрисою у Танхаузера з більшим сценічним досвідом. Невідомо, скільки фільмів вона з'явилася, але це зараховується як її перша і The Winter's Tale як її друга і остання. Чарльз Комптон, можливо, почав свою кар'єру в цьому фільмі, але він був більш відомий своїми юнацькими ролями на сцені. Бауерс вважає, що Мартін Я. Фауст є одним з найважливіших акторів для Танхаузера в 1910 і 1911 роках, але роль Фауста в постановках часто не піддавалася. І Ірма Тейлор, і Alphonese Ethier були акторами, які з'явилися у виставах Thanhouser з невеликою кількістю кредитів. Останнім визначеним членом ролі є Вільям Гарвуд, який був одним з найважливіших акторів у Тханузері. Він приєднався до компанії в кінці 1909 року і залишився до 1911 року, а потім повернувся в 1912 році. Це відоме як його перша робота з Thanhouser.

## Випуск і прийом

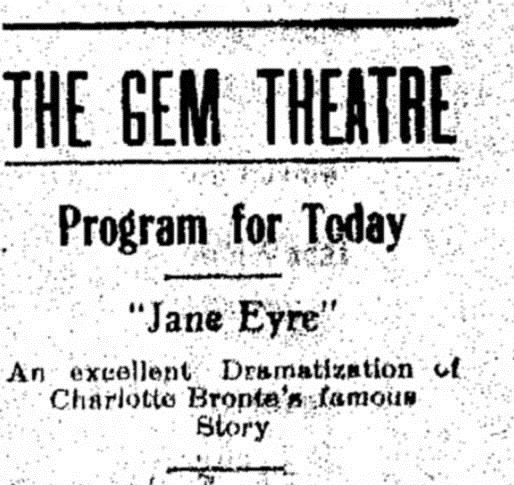
Реклама в індексі Moberly Monitor

Єдиний фільм з кінокадром, приблизно 1 000 футів (300 м) завдовжки, вийшов 6 травня 1910 року. Публікація цього фільму була опрацьована Бертом Адлером і була успішною у виробництві торговельного інтересу і обіцяла краще працювати, ніж Санкт-Елмо з попереднього місяця. Високі очікування для фільму були підібрані і включені в наступні статті в The Moving Picture World і The New York Dramatic Mirror до його виходу. Крім того, гравцям у виробництві приписували роботу, що було рідкісним і незвичайним у той час. Пізніше Едвін Танхаузер відзначить Джейн Ейр як точку, в якій він став впевнений у успіху компанії. Реліз побачив, що нова компанія несподівано отримала більше замовлень, ніж могла заповнити, і лабораторія повинна була працювати понаднормово, щоб виробляти додаткові відбитки для задоволення попиту. Популярність сценічного виробництва в рекламних оголошеннях робить виявлення показів фільму більш складним, ніж інші видання Thanhouser того часу, але театри по всій країні показували рекламу фільму. Театри включають Індіана , Канзас , Міссурі , і Північну Кароліну .
Джейн Ейр допомагала забезпечити майбутнє компанії Thanhouser, а рецензенти були в значній мірі позитивними, але лише незначно критикували дію чи фотографію. Morning Telegraph сказав, що виробництво було чудовим, за винятком відсутності емоцій, що виникали через смерть дядька Рід. Існували дві рецензії на фільм в рухомому світлі картини , обидва з яких були позитивними. Перший огляд був позитивним для своєї акторської та чіткої адаптації, але застерігав себе від подальшої лестоти нової компанії Едвіна Танхаузера. Рецензент зауважив, що кращі роботи компанії були ознаками недосвідченості — восени, коли коні були зображені, як замість незграбного злету. Другий огляд був набагато більш позитивним, він високо оцінив адаптацію та акторську майстерність, але визнав, що фотографія не має такого ж стандарту, як попередня робота. Фільм вважається втраченим .

## Уточнення
1. ↑  On January 13, 1913, the Thanhouser studio burned.  Whether copies of Jane Eyre were incinerated in the event is unknown.[1]
2. ↑  The New York Times erroneously claimed that this was the first of the series (it is apparently the first English language version), while overlooking two Italian versions (one in 1909 and another in 1910) that may predate the 1910 film.  The "Enthusiasts' Guide" states: "Jane Eyre (1909) Italian silent film Jane Eyre (1910) Italian silent film Director: Mario Caseini" [Emphasis added.][2][3] «It underwent four American film adaptations in 1910, 1914, 1915 and 1921 . . .»[4] At least 18 films and 9 iterations made for television. Gary Fukunaga, «the director of the new movie version of Jane Eyre … joked recently that there was an unwritten law requiring that Jane Eyre be remade every five years. It sometimes feels that way. Of all the classic 19th-century novels, Charlotte Brontë’s Jane Eyre has been by far the most filmed, outstripping even the ever-durable Pride and Prejudice. [The films] 'sometimes seem to quote from one another as much as from the novel.'»[5] «In 1915 alone, there were at least seven different movie productions of Jane Eyre internationally.»[3]
3. ↑  The "two famous Bronte novels have passed into the general culture, including stage, film and television versions, book illustrations, comic books and paintings, operatic, ballet and musical versions, parodies, allusion, all kinds of incidental references, and also later 're-workings' of the original plot."[6][7][8] Art Times reviewer Henry P. Raleigh suggests that it is the most filmed novel.[9] As director Cary Joji Fukunaga noted before directing one on his own: «I was like, holy crap, there are a lot of Jane Eyres out there.»[10]